# Théodore Homberg
Pour les articles homonymes, voir Homberg.
Pour les autres membres de la famille, voir Famille Homberg.
François Théodore Homberg, né le 4 mai 1802 au Havre et mort le 28 novembre 1885 à Rouen, est un magistrat et juriste français.

## Biographie
Fils de l'armateur Henri-Théodore Homberg (1771-1804) et d'Armande Eustache, neveu du baron Augustin-Charles-Alexandre Ollivier, Théodore Homberg suit des études de droit, se fait inscrire au barreau, avant de rejoindre la magistrature en tant que substitut à Provins en 1825. Légitimiste, refusant de prêter serment à Louis-Philippe et au nouveau régime, il est révoqué en septembre 1830. 
Il retrouve sa place dans la magistrature qu'à la chute de la monarchie de Juillet, en tant que premier avocat général près la Cour d'appel de Rouen. Ayant été soutenu par le Comité du parti de l'Ordre, il donne sa démission en conséquence du parquet en 1849 pour le siège, et devient alors président du tribunal civil de Pithiviers en 1850, puis de Bernay la même année. Il passe conseiller à la Cour d'appel de Rouen en 1857,. Il est admis à la retraite en mai 1872.
Auteur de plusieurs ouvrages de droit, il est admis à l'Académie des sciences, belles-lettres et arts de Rouen en 1839, qu'il préside en 1848 et en 1861. 
Il est inhumé au cimetière monumental de Rouen.
Marié à Émilie Taillet, fille du bâtonnier Athanase François Taillet et petite-fille de Vincent Prosper Ribard, il est le beau-père de Paul Baudry (1825-1909).

## Publications
- Le Pont de bateaux (1836)
- Histoire du régime dotal chez les Romains (1841)
- Guide des expropriations pour cause d'utilité publique (1841)
- Guide de l'inventeur ou Commentaire de la loi du 3 juillet 1844 sur les brevets d'invention (1844)
- Abus du régime dotal au point de vue des intérêts du pays et de ceux de la famille, histoire et critique de ce régime (1845)
- De la répression du vagabondage (Durand, 1862)
- Conférence sur les connaissances les plus utiles aux habitants de la campagne (1875)